# Susan Ward
Susan Ward (Monroe, 15 de abril de 1976) es una actriz y modelo estadounidense.

## Carrera
Ward empezó a modelar a la edad de 13, dejando la escuela y mudándose a Nueva York para dedicarse a ello, decidiendo dedicarse a la actuación varios años después. Apareció en la telenovela All My Children en 1995, y más tarde fue parte en el drama adolescente de NBC en el horario de máxima audiencia, Malibu Shores producida por Aaron Spelling.
A finales de 1996, Ward tuvo un papel en la telenovela de Aaron Spelling, Sunset Beach donde interpretó a la virginal Meg Cummings. Sunset Beach estuvo en el aire entre 1997–99. En 1999 comenzó a perseguir una carrera cinematográfica, y apareció como la psicótica Brittany Foster en el thriller erótico, The In Crowd. La película fue una decepción comercial en los cines, pero encontró algún éxito en cable y vídeo casero. Al año siguiente, Ward tuvo una papel de apoyo en la película Amor ciego. También ha actuado en numerosas películas directas a DVD, y ha hecho apariciones como invitada en varios espectáculos de televisión, la más notable fue Friends.
En 2009, consiguió el papel de Chloe Kmetko, la madre de una joven gimnasta, en la serie dramática de la ABC Family, Make It or Break It. Fue parte del reparto principal durante las primeras dos temporadas de la serie.

## Vida personal
Ward nació en Monroe, Luisiana. Fue a una escuela privada cristiana (Monroe Christian School) así como al instituto Ouachita Parish, en Monroe, LA. Estuvo de forma breve en la  Universidad del Noreste de Luisiana (ahora Universidad de Luisiana en Monroe). 
Ward está casada con David C. Robinson, el vicepresidente de Morgan Creek Productions, el estudio cinematográfico que produjo The In Crowd. Se conocieron cuando él la eligió para la película en 1999 y se casaron el 4 de junio de 2005. El dr. D.H. Clark, un amigo de la novia, realizó la ceremonia. Dieron la bienvenida s su primer hijo, un niño, Cameron, el 14 de julio de 2013. Susan tiene un hermano, Michael Ward.

## Filmografía

### Cine
| Año  | Título                        | Papel                      | Notas           |
| ---- | ----------------------------- | -------------------------- | --------------- |
| 1997 | Poison Ivy: The New Seduction | Sandy                      |                 |
| 2000 | The In Crowd                  | Brittany                   |                 |
| 2001 | Going Greek                   | Wendy                      |                 |
| 2001 | Amor ciego                    | Jill                       |                 |
| 2002 | Would I Lie to You?           | Olivia                     | Directo a vídeo |
| 2004 | Wild Things 2                 | Brittney Havers            | Directo a vídeo |
| 2005 | Cruel World                   | Ashley                     |                 |
| 2005 | Two for the Money             | Chica en coche de carreras | No acreditada   |
| 2005 | Sólo amigos                   | Hooker                     | No acreditada   |
| 2007 | Who's Your Caddy?             | Sra. Cummings              |                 |
| 2008 | Toxic                         | Michelle                   |                 |
| 2010 | Order of Chaos                | Tara                       |                 |
| 2010 | Costa Rican Summer            | Tía Carla                  |                 |

### Televisión
| Año     | Título                                      | Papel            | Notas                                        |
| ------- | ------------------------------------------- | ---------------- | -------------------------------------------- |
| 1995    | All My Children                             | Camille          | Papel recurrente                             |
| 1996    | Malibu Shores                               | Bree             | Papel regular, 10 episodios                  |
| 1996    | Hercules: The Legendary Journeys            | Psyche           | Episodio: "The Green-Eyed Monster"           |
| 1997    | Xena: la princesa guerrera                  | Psyche           | Episodio: "A Comedy of Eros"                 |
| 1997–99 | Sunset Beach                                | Meg Cummings     | Papel regular, 640 episodios                 |
| 2001    | Men, Women & Dogs                           | Sandra           | Episodio: "A Fetching New Lawyer"            |
| 2002    | Friends                                     | Hayley           | Episodio: "The One with the Sharks"          |
| 2002    | Boomtown                                    | Layla French     | Episodio: "Blackout"                         |
| 2004    | CSI: Miami                                  | Ginger Wadley    | Episodio: "Hell Night"                       |
| 2005    | Play Dates                                  | Nicole           | Piloto de TV                                 |
| 2005    | CSI: Crime Scene Investigation              | Tanya Rollins    | Episodio: "King Baby"                        |
| 2005–06 | Just Legal                                  | Kate Manat       | Papel regular, 7 episodios                   |
| 2006    | Hollis & Rae                                | Juliette         | Piloto de TV                                 |
| 2006    | Monk                                        | Michelle Cullman | Episodio: "Mr. Monk and the Actor"           |
| 2006    | Dead and Deader                             | Holly            | Película para TV de Syfy                     |
| 2007    | Women's Murder Club                         | Parris Donovan   | Episodio: "Play Through the Pain"            |
| 2008    | Jack Hunter and the Lost Treasure of Ugarit | Liz              | Miniserie de TV                              |
| 2009    | Mentes criminales                           | Julie Riley      | Episodio: "Conflicted"                       |
| 2009–11 | Make It or Break It                         | Chloe Kmetko     | Papel regular (temporadas 1–2), 39 episodios |
| 2012    | Major Crimes                                | Annette Raber    | Episodio: "Before and After"                 |